# Lena Olin
Lena Maria Jonna Olin (Estocolm; 22 de març de 1955) és una actriu sueca de teatre, cinema i televisió nominada als Emmy com a millor actriu. Ha estat nominada per a diversos premis, incloent un Globus d'Or el 1988 per La insuportable levitat de l'ésser i un Premi de l'Acadèmia per Enemies, A Love Story el 1989. Altres conegudes pel·lícules en les quals ha aparegut Olin són Chocolat (dirigida pel seu marit Lasse Hallström), La reina dels condemnats, Casanova i El lector. Olin formava part del repartiment principal de la segona temporada (i estrella convidada recurrent en les temporades posteriors) de la sèrie de televisió Alias.

## Biografia
Lena Olin és la petita de tres germans. El seu pare, Stig Olin, va ser cantant, compositor i també actor. ]. Va intervenir en diverses pel·lícules del director Ingmar Bergman. També la seva mare Britta Holmberg és actriu, i el seu germà Mats Olin és un conegut cantant suec. Va realitzar els seus estudis d'actuació en l'Acadèmia Nacional Sueca d'Art Dramàtic. Lena va ser coronada Miss Escandinàvia 1975 a Hèlsinki, Finlàndia, a l'octubre de 1974. Olin va treballar com a professora substituta i com a infermera abans de convertir-se en actriu.

## Carrera
Després de fer estudis d'interpretació a l'escola del Teatre Reial a Estocolm, Olin va començar a actuar en obres teatrals clàssiques de Shakespeare i Ibsen, i va aparèixer també en papers menors d'algunes pel·lícules sueques dirigides per Ingmar Bergman. Va ser precisament aquest director qui la va seleccionar per al seu primer paper en el teatre després de no haver superat la prova oficial d'admissió a conseqüència de la seva timidesa. Més endavant va tenir l'ocasió d'actuar en el Teatre Reial sota la direcció de Bergman, on destaca l'obra El Rei Lear, en la qual Olin va interpretar Cordelia. Per aquesta obra va viatjar pel món - París, Berlín, Nova York, Copenhaguen, Moscou i Oslo, entre d'altres. En les representacions teatrals aclamades per la crítica per Olin en el Teatre Real Dramàtic de Suècia van incloure el paper com a Margarida en l'adaptació de The Master and Margarita per Mikhail Bulgakov, Ann en Summer per Edward Bond, Titania en El somni d'una nit d'estiu de Shakespeare, The Alchemist de Ben Jonson, el paper principal en la interpretació d'Ingmar Bergman de la senyoreta Julia de Strindberg i Charlotte en el drama contemporani Nattvarden (The Last Supper), de Lars Norén.
El 1980 va ser una de les primeres guanyadores del premi Ingmar Bergman, que es va iniciar el 1978 pel mateix director, i que també va ser un dels dos jutges.
El 1984 Olin va debutar en una pel·lícula internacional sueca, After the Rehearsal, novament sota la direcció de Bergman. L'any anterior havia aparegut en la pel·lícula sueca, també de Bergman, Fanny i Alexander, que va tenir una àmplia difusió internacional.
Va actuar en la seva primera pel·lícula estatunidenca el 1988, compartint repartiment amb Daniel Day-Lewis. Un any més tard va ser nominada a l'Oscar com a Oscar a la millor actriu secundària i va guanyar el Premi del Cercle de Crítics Cinematogràfics de Nova York per la seva interpretació d'una dona supervivent d'un camp de concentració nazi en Enemics: Una història d'amor. Així va arrencar la seva etapa de màxim èxit a Hollywood, amb pel·lícules com Havana de Sydney Pollack (amb Robert Redford) i Mr. North, un vell projecte de John Huston finalment fet realitat pels seus fills Anjelica i Danny. El 1994 va protagonitzar Doble joc i va interpretar, en potser el seu personatge més extrem fins avui, a la reeixida i escandalosa dona Mona Demarkov - sent un dels retrats més populars de l'actriu en la pel·lícula. Després va participar en La novena porta, un thriller satànic de Roman Polanski protagonitzat per Johnny Depp.
Olin i el director Lasse Hallström van col·laborar en la pel·lícula Chocolat (2000), que va rebre cinc nominacions al Premi de l'Acadèmia, i en Casanova (2005).
El 2002 i 2003, Olin va aparèixer al costat de Jennifer Garner en el seu primer paper de televisió en la segona temporada de la sèrie nord-americana Alias, exercint un dels papers més crucials de la sèrie, el d'Irina Derevko, pel qual va estar nominada als Premis Emmy per la millor actriu de repartiment el 2003. Olin va rebre l'aclamació de la crítica pel seu paper en la sèrie - en particular per la seva química amb Victor Garber, que interpretava al seu antic marit i "enemic" Jack Bristow. Va ser un rumor la oferta  d'un sou superior a 100.000 dòlars per episodi per continuar en la sèrie, però va abandonar per passar més temps amb la seva família a Nova York.
Al maig de 2005, per aclamació popular, Olin va tornar al paper d'Irina Derevko en Alias per aparèixer en els dos últims episodis de la quarta temporada. Posteriorment va aparèixer una altra vegada en la cinquena temporada, al desembre de 2005, a l'abril de 2006, i en el final d'Alias el 22 de maig de 2005
Olin tenia un paper petit però significatiu en la nominació a l'Oscar de 2008, la pel·lícula El lector, interpretant una jueva supervivent d'Auschwitz.
El 2005 va tornar a Suècia durant un breu període de rodatge i va protagonitzar un paper secundari en la pel·lícula del director danès Simon Staho de Orangutang Bang Bang (amb una banda sonora de música punk, incloent, entre d'altres, The Clash i Iggy Pop).
El 2006 va rodar una pel·lícula de misteri dirigida per James Oakley a The Devil You Know, i un thriller anomenat Awake al costat de Hayden Christensen i Jessica Alba.
El 2010 Lena va interpretar a Diane Hirsch en el film de drama romàntic Recorda'm. La pel·lícula és protagonitzada per Robert Pattinson i compta amb l'actuació de Emilie de Ravin, Pierce Brosnan, Chris Cooper i Ruby Jerins.

## Vida privada
El 1986 va tenir el seu primer fill, Auguste Rahmberg. El seu pare és l'actor suec Örjan Ramberg, amb qui havia actuat en l'escenari en moltes produccions. La relació va acabar al poc temps. El 1994, es va casar amb el director de cinema Lasse Hallström, a qui va conèixer a Suècia el 1992. Es van casar a l'Església Hedvig Eleonora a Estocolm. El 1995 van tenir una filla, Tora.
Des de 2006 viu a Nova York amb la seva família.

## Filmografia
| Any       | Títol                                       | Personatge                   | Notes                    |
| --------- | ------------------------------------------- | ---------------------------- | ------------------------ |
| 1976      | Cara a cara                                 | Dependenta                   |                          |
| 1977      | Friaren som inte ville gifta sig            | Gitana                       | Pel·lícula per Tv        |
| 1977      | Tabú                                        | Noia                         | No surt als crèdits      |
| 1978      | The Adventures of Picasso                   | Dolores                      |                          |
| 1980      | Love (Kärleken)                             | Lena                         |                          |
| 1982      | Som ni behagar                              | Pel·lícula per Tv            |                          |
| 1982      | One Week Bachelors (Gräsänklingar)          | Nina                         |                          |
| 1982      | Fanny i Alexander                           | Rosa                         |                          |
| 1984      | Després de l'assaig                         | Anna Egerman                 | Pel·lícula per Tv        |
| 1985      | Wallenberg                                  | Marta                        | Pel·lícula per Tv        |
| 1986      | Glasmästarna                                | Dona amb un gos              | Pel·lícula per Tv        |
| 1986      | Flight North (Flucht in den Norden)         | Karin                        |                          |
| 1986      | A Matter of Life and Death (På liv och död) | Nadja Melander               |                          |
| 1987      | Komedianter                                 | Ann                          | Pel·lícula per Tv        |
| 1988      | La insuportable lleugeresa de l'ésser       | Savina                       |                          |
| 1988      | Friends                                     | Sue                          |                          |
| 1989      | S/Y Joy                                     | Annika Larsson               |                          |
| 1989      | Enemies, A Love Story                       | Masha                        |                          |
| 1990      | Hebriana                                    | Lena                         | Pel·lícula per Tv        |
| 1990      | Havana                                      | Roberta                      |                          |
| 1993      | Doble joc (Romeo Is Bleeding)               | Mico Demarkov                |                          |
| 1993      | Mr. Jones                                   | Dr. Elizabeth 'Libbie' Bowen |                          |
| 1995      | La nit i el moment                          | La marquesa                  |                          |
| 1996      | The Golden Hour                             |                              |                          |
| 1996      | La nit cau sobre Manhattan                  | Peggy Lindstrom              |                          |
| 1998      | Polish Wedding                              | Jadzia                       |                          |
| 1998      | Comando Hamilton                            | Tessie                       |                          |
| 1999      | Mystery Men                                 | Dr. Anabel Leek              |                          |
| 1999      | La novena porta (The Ninth Gate)            | Liana Telfer                 |                          |
| 2000      | Chocolat                                    | Josephine Muscat             |                          |
| 2001      | Hamilton                                    | Tessie                       | Minisèrie- Tv            |
| 2002      | La reina dels condemnats                    | Maharet                      |                          |
| 2002      | El cinquè home                              | Jutge Faith Mattis           |                          |
| 2002      | Darkness                                    | María                        |                          |
| 2003      | El món de Leland                            | Marybeth Fitzgerald          |                          |
| 2003      | Hollywood: Departament d'homicidis          | Ruby                         |                          |
| 2005      | Casanova                                    | Andrea                       |                          |
| 2005      | Bang Bang Orangutang                        | Nina                         |                          |
| 2002-2006 | Alias                                       | Irina Derevko                | Sèrie TV                 |
| 2007      | Awake                                       | Lilith Beresford             |                          |
| 2008      | El lector (The Reader)                      | Rose Mather / Ilana Mather   |                          |
| 2010      | Recorda'm (Remember Me)                     | Diane Hirsch                 |                          |
| 2010      | Llei i ordre: Unitat de víctimes especials  | Ingrid Block                 | Sèrie TV: "Confidential" |
| 2011      | Quad                                        | Yevgeina                     |                          |
| 2012      | Devil You Know                              | Kathryn Val                  |                          |
| 2012      | El hipnotista                               | Simone Bark                  |                          |
| 2013      | Night Train to Lisbon                       | Estefania                    |                          |

## Teatre
| Any   | Obra                                        | Dramaturg           | Personatge            | Director |
| ----- | ------------------------------------------- | ------------------- | --------------------- | -------- |
| 1978  | "Dr Semmelweis"                             | Kåre Santesson      |                       |          |
| 1980  | "Alkemisten"                                | Ben Jonson          | Pliant/Drugger        |          |
| 1981  | "Paradisbarnen"                             | Eglé                |                       |          |
| 1981  | "Spår i sanden" (Spor i sandet)             | Astrid Saalbach     | Arne Forsberg         |          |
| 1982  | "Smått och stort" (Big and Little)          |                     |                       |          |
| 1982  | "Två herrars tjänare" (El Serf de dos amos) | Carlo Goldoni       | Clarice de Bisognosi  |          |
| 1982  | "Juno och påfågeln" (Juno i el Paycock)     | Sean O'Casey        | María                 |          |
| 1982  | "Som ni behagar" (Com agradeu)              | William Shakespeare |                       |          |
| 1982  | "Pappa är DOD" (Dad Is Dead)                | Berit               | Rolf Sohlman          |          |
| 1983  | "Chikanen"                                  | Edward Bond         | Rose                  |          |
| 1984  | "El Rei Lear"                               | William Shakespeare | Cordelia              |          |
| 1985  | "Nattvarden" (L'últim sopar)                | Lars Norén          | Charlotte             |          |
| 1985  | "Ej blot hasta lyst"                        | Donya Feuer         |                       |          |
| 1986  | "Estiu"                                     | Edward Bond         | Ann                   |          |
| 1986  | "A Dream Play"                              | August Strindberg   | Agnes, filla de Indra |          |
| 1988] | "El mestre i Margarida"                     | Mijail A. Bulgakov  | Marguerite            |          |
| 1990  | "El somni d'una nit d'estiu"                | William Shakespeare |                       |          |
| 1991  | "Miss Julie"                                | August Strindberg   | Julie                 |          |

## Premis
| Any  | Premi                                   | Categoria                                                                                                  | Títol                                 | Resultat   |
| ---- | --------------------------------------- | --- | ------------------------------------- | ---------- |
| 1980 | Guldbagge Awards                        | |                                       | Guanyadora |
| 1989 | New York Film Critics Circle Awards     | Millor Actriu de Repartiment                                                                               | Enemics, a love story                 | Guanyadora |
| 1989 | National Society of Film Critics, USA   | Millor Actriu de Repartiment                                                                               | La insuportable lleugeresa de l'ésser | 2.º Lloc   |
| 1990 | National Society of Film Critics, USA   | Millor Actriu de Repartiment                                                                               | Enemics, a love story                 | 2.º Lloc   |
| 1994 | MTV Movie Awards                        | Millor Seqüència d'Acció (Per l'escena en què Lena Olin està emmanillada en el seient posterior del cotxe) | Romeo Is Bleeding                     | Nominada   |
| 1995 | Chicago Film Critics Association Awards | Millor Actriu de Repartiment                                                                               | Romeo Is Bleeding                     | Nominada   |
| 2001 | European Film Awards                    | Millor Actriu                                                                                              | Chocolat                              | Nominada   |
| 2003 | Premis Satellite                        | Millor Actuació d'una Actriu en un Paper Secundari en una Sèrie de Drama                                   | Alias                                 | Nominada   |
| 2004 | Premis Satellite                        | Millor Actuació d'una Actriu en un Paper Secundari en una Sèrie de Drama                                   | Alias                                 | Nominada   |
| 2005 | Teen Choice Awards                      | Unitats Choice TV Parental (Compartit amb: Victor Garber i Ron Rifkin)                                     | Alias                                 | Nominada   |

### Premis Oscar
| Any  | Categoria                           | Pel·lícula            | Resultat |
| ---- | ----------------------------------- | --------------------- | -------- |
| 1989 | Oscar a la millor actriu secundària | Enemies, a Love Story | Nominada |

### Premis BAFTA
| Any  | Categoria                           | Pel·lícula | Resultat |
| ---- | ----------------------------------- | ---------- | -------- |
| 2001 | BAFTA a la millor actriu secundària | Chocolat   | Nominada |

### Globus d'Or
| Any  | Categoria                                 | Pel·lícula                            | Resultat |
| ---- | ----------------------------------------- | ------------------------------------- | -------- |
| 1989 | Globus d'Or a la millor actriu secundària | La insuportable lleugeresa de l'ésser | Nominada |

### Premis del Sindicat d'Actors
| Any  | Categoria | Pel·lícula | Resultat |
| ---- | --- | ---------- | -------- |
| 2001 | Actuació Excel·lent del Repartiment d'una Pel·lícula Teatral (Compartit amb: Juliette Binoche, Leslie Caron, Judi Dench, Johnny Depp, Alfred Molina, Carrie-Anne Moss, Hugh O'Conor, Peter Stormare i John Wood) | Chocolat   | Nominada |

### PremisEmmy
| Any  | Categoria                                           | Sèrie   | Resultat |
| ---- | --------------------------------------------------- | ------- | -------- |
| 2003 | Millor Actriu de Repartiment en una Sèrie Dramàtica | "Alias" | Nominada |